# Du venin dans les veines
Pour plus de détails, voir Fiche technique et Distribution.
Du venin dans les veines ou Chut ! au Québec (Hush) est un thriller psychologique américain coécrit et réalisé par Jonathan Darby, sorti en 1998.

## Synopsis
Helen (Gwyneth Paltrow) est la petite amie de Jackson Baring (Johnathon Schaech). Quand elle tombe enceinte, ils décident de se marier et d'aller vivre à Kilronan, là où vit la mère de Jackson et là où il a grandi. Les rapports entre Helen et Martha (Jessica Lange), sa belle-mère, se dégradent rapidement lorsque la jeune femme se rend compte que la future grand-mère semble en vouloir au bébé qu'elle porte.

## Fiche technique
Sauf indication contraire, les informations mentionnées dans cette section peuvent être confirmées par la base de données cinématographiques IMDb,  présente dans la section « Liens externes ».
- Titre original : Du venin dans les veines
- Titre québécois : Chut !
- Titre original : Hush
- Réalisation : Jonathan Darby
- Scénario : Jonathan Darby et Jane Rusconi, d’après l’histoire de Jonathan Darby
- Direction artistique : P. Michael Johnston et Thomas A. Walsh
- Décors : James F. Truesdale
- Costumes : Ann Roth
- Photographie : Andrew Dunn
- Montage : Lynzee Klingman, Robert Leighton et Dan Rae
- Musique : Christopher Young
- Production : Ginny Nugent et Douglas Wick
- Société de production : Tristar Pictures
- Société de distribution : Tristar Pictures
- Pays d'origine :  États-Unis
- Langue originale : anglais
- Format : couleur - 1,85:1 - SDDS Dolby Surround - 35 mm
- Genre :  thriller psychologique
- Durée : 96 minutes
- Dates de sortie :
  - États-Unis : 6 mars 1998
  - Belgique : 17 juin 1998
  - France : 8 juillet 1998

## Distribution
- Gwyneth Paltrow (VF : Marie-Laure Dougnac) : Helen Baring
- Jessica Lange (VF : Micky Sébastian) : Martha Baring
- Johnathon Schaech (VF : Emmanuel Salinger) : Jackson Baring
- Nina Foch (VF : Nadine Alari) : Alice Baring
- Debi Mazar (VF : Marjorie Frantz) : Lisa
- David Thornton : Gavin
- Hal Holbrook (VF : Georges Berthomieu) : le docteur Franklin Hill
- Richard Lineback (VF : Bernard-Pierre Donnadieu) : Hal Bentall
- Joe Inscoe : un docteur
- Lenny Steinline : un médecin

## Production
Le tournage a lieu à Charlottesville, Culpeper et Orange dans l'état de Virginie.
La musique est signée Christopher Young, dont la bande originale sort le 12 novembre 2012 aux États-Unis.
Liste des pistes
1. Hush (18:32)
2. Little Baby (4:41)
3. Don't (7:56)
4. You (3:43)
5. Cry (5:39)
6. Mama's Gonna (10:36)
7. Buy You (4:44)
8. A (4:37)
9. Hush (Concert Suite) (15:01)

## Accueil
Le film sort le 6 mars 1998 aux États-Unis. Au Québec, il sort sous le titre Chut ! — et Obsessione meurtrière pour les DVD.
Côté Europe, il sort le 17 juin 1998 en Belgique et le 8 juillet 1998 en France.